# Terre de volupté
Pour les articles homonymes, voir Wild Orchid.
Pour plus de détails, voir Fiche technique et Distribution.
Terre de volupté (titre original : Wild Orchids) est un film américain réalisé par Sidney Franklin, sorti en 1929.

## Synopsis
John Sterling emmène sa femme Lillie à Java où il pense acheter des plantations de thé. C'est un homme mûr – plus de cinquante ans – et la différence d'âge avec son épouse est importante; cependant, il la néglige, ce qui provoque certaines frustrations chez elle, une très belle et très romantique jeune femme.
Ils embarquent sur un paquebot. Par hasard, Lillie est témoin d'une scène cruelle: un passager bat un de ses serviteurs. L'homme violent est immédiatement séduit par cette femme mystérieuse et il va tout entreprendre pour faire sa connaissance. Ainsi, il entre en contact avec le mari, qu'il intéresse par son expérience du marché du thé javanais. John présente son nouvel ami, le jeune et beau prince De Gace, à sa femme, qui reconnaît aussitôt l'homme antipathique. Plusieurs situations vont permettre au prince de se rapprocher de Lillie, qui va le repousser. Il l'embrassera même de force. Lillie essaie de parler à son mari, en vain.
À Java, les époux Sterling sont les hôtes du prince, dans sa vaste et superbe demeure. Lillie fait tout pour ne jamais rester seule avec celui-ci: elle désire même accompagner John dans ses investigations professionnelles, ce qui ne lui plaît guère. Finalement, Lillie et De Gace se retrouvent seuls quelques heures, pendant lesquelles il intensifie ses assauts. Il la force de nouveau ...elle cède et l'embrasse en retour.
John revient et surprend des embrassades en ombres chinoises: est-ce sa femme avec De Gace? Ses soupçons seront confirmés. Lors d'une chasse au tigre, il laisse l'animal sauvage attaquer De Gace puis tue le fauve. Le prince est gravement blessé.
John décide de retourner seul aux États-Unis mais Lillie le rassure: elle n'aime que lui, ainsi ils peuvent rentrer ensemble.

## Fiche technique
- Titre : Terre de volupté
- Titre original : Wild Orchids
- Réalisation : Sidney Franklin
- Scénario : Willis Goldbeck, Hanns Kräly, Richard Schayer, Marian Ainslee et Ruth Cummings (intertitres), d'après l'histoire Heat de John Colton
- Musique : William Axt (non crédité)
- Photographie : William H. Daniels
- Montage : Conrad A. Nervig
- Direction artistique : Cedric Gibbons
- Costumes : Adrian
- Société de production : MGM
- Pays de production :  États-Unis
- Langue : Anglais
- Format : Noir et blanc — 35 mm — 1,20:1 — Film muet
- Genre : Film dramatique , Film romantique, Mélodrame
- Durée : 100 minutes (1 h 40)
- Date de sortie : 
  - États-Unis : 23 février 1929

## Distribution
- Greta Garbo : Lillie Sterling
- Lewis Stone : John Sterling
- Nils Asther : Prince De Gace

## À noter
- Une amusante réplique, assez critique sur l'Hollywood de l'époque, prononcée par le personnage de John Sterling, le vieux mari de Lillie, lorsque le prince De Gace leur montre un grand lit (king size) et que le pauvre John croit comprendre qu'il devra le partager avec sa fabuleuse et jeune femme: "Good Lord, a double bed!" ("Mon Dieu, un double lit!"), ce qui ne se pratiquait pas dans les films de cette période... (Heureusement pour John, le prince le mène ensuite à sa chambre...)
- Il s'agit du 15e film de Greta Garbo qui était alors âgée de 24 ans, le 8e de sa carrière hollywoodienne.
- Avec l'acteur Lewis Stone, elle aura partagé l'affiche dans les films suivants: Intrigues (1928), Terre de volupté (1929), Romance (1930), L'Inspiratrice (1931), Mata Hari (1931), Grand Hotel (1932) et La Reine Christine (1932).
- Avec l'acteur Nils Asther, outre Terre de volupté (1929), elle aura joué dans Le Droit d'aimer (The Single Standard) (1929).
- Nils Asther est d'origine suédoise, comme Greta Garbo, et, également comme elle, il a commencé sa carrière sous l'égide de Mauritz Stiller.